# 도라 디 익스플로러
《도라 디 익스플로러》(영어: Dora the Explorer) 혹은 《도라도라 영어나라》는 미국 니켈로디언, 영국 BBC에서 스페인어 및 히스패닉 문화에 관한 교육을 위해 제작한 아동용 문답형 애니메이션이다. 2019년 8월 2일, 실사 기법을 적용한 영화 '도라와 잃어버린 황금의 도시'가 개봉되었다.

## 등장인물 (EBS 구판)
- 도라(Dora, 주인공이자 여자 어린이 탐험가) - 성우: 이선
- 부츠(Boots, 도라와 동행하는 원숭이), 베니, 디에고(Diego 도라의 사촌) - 성우: 이소영
- 백팩(Backpack, 도라의 배낭), 스와이퍼(Swiper, 도라의 모험을 방해하는 여우), 티코, 도깨비(Grumpy old troll, 도라의 모험을 방해하는 도깨비)- 성우: 엄상현
- 맵(Map, 도라가 소유한 지도), 도라의 아빠 - 성우: 박경찬
- 도라의 엄마, 도라의 할머니, 이사 - 성우: 이영아

## 등장인물 (EBS 신판)
- 도라(Dora, 주인공이자 여자 어린이 탐험가) - 성우: 김서영
- 부츠(Boots, 도라와 동행하는 원숭이) - 성우: 이소영
- 맵(Map, 도라가 소유한 지도) - 성우: 엄상현
- 백팩(Backpack, 도라의 배낭), 이사 - 성우: 은영선
- 스와이퍼(Swiper, 도라의 모험을 방해하는 여우) - 성우: 신용우
- 베니 - 성우: 김보민

## 대한민국에서 방영
대한민국에서는 EBS와 니켈로디언 코리아, BBC에서 방영되었다. 재능방송에서는 EBS 방영분을 재방영해주었다. 이후 2020년엔 새롭게 방영하되, 성우는 부츠 역의 이소영을 제외하고 전원 교체되었다.
본래 이 애니메이션은 미국에 거주하는 히스패닉을 위한 스페인어·영어 교육 프로그램으로 제작되었으나, 대한민국에서는 주제가 어린이를 위한 영어 교육에 관한 프로그램으로 변경되었다.